# Luděk Pachman

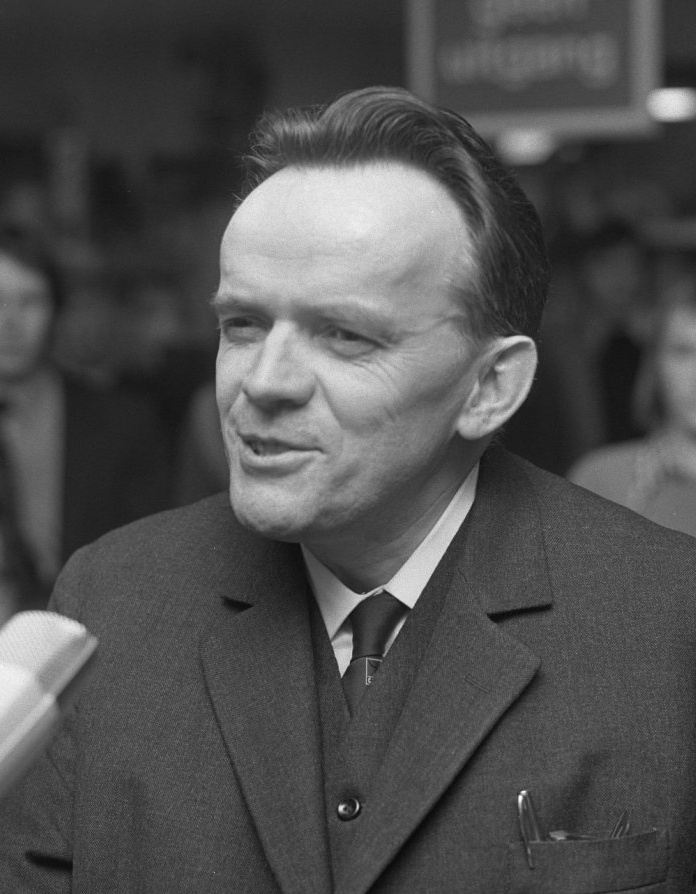
Luděk Pachman, 1972.

Luděk Pachman, född den 11 maj 1924 i Belá pod Bezdezem, Tjeckoslovakien, död den 6 mars 2003 i Passau, Tyskland, tjeckoslovakisk schackspelare, schackskribent och politisk aktivist.

## Biografi

### Schack
Pachman vann sitt första schackmästerskap 1940, då han blev mästare i grannbyn Cista intill hans uppväxtplats. Det första riktiga genombrottet i schackkarriären kom 1943, då han var inbjuden till en internationell turnering i Prag. Världsmästaren Alekhine dominerade tävlingen, med Paul Keres på andraplatsen. Pachman slutade som nionde av nitton spelare i turnering. Alekhine gav honom en komplimang i en artikel i Frankfurter Zeitung och från den femte omgången bjöd han in honom varje kväll för att analysera spel och öppningsvariationer.
Pachman kom sedan att bli en av världens ledande schackspelare. Han vann femton internationella turneringar, men fick dela andra plats i Havanna 1963, med Michail Tal och Efim Geller, bakom Viktor Kortjnoj,  vilket blev hans bästa turneringsresultat. Pachman vann tjeckoslovakiska mästerskapet sju gånger mellan 1946 och 1966. Han blev mästare i Västtyskland 1978. Han spelade i sex interregionala turneringar mellan Saltsjöbaden 1948 och Manila 1976. Han representerade Tjeckoslovakien i åtta på varandra följande schackolympiader från 1952 till 1966, vanligtvis spelande på första bordet. År 1954 uppnådde han rang av stormästare.
Det mest framgångsrika året i Pachmans karriär var 1959. Efter att ha vunnit det tjeckoslovakiska mästerskapet åkte han på en Sydamerikanskt turné, och vann turneringar i Mar del Plata (delad med Miguel Najdorf), i Santiago, Chile (delad  med Borislav Ivkov) och i Lima, Peru (åter delad med Ivkov). På denna turné vann  han över den 16-årige Bobby Fischer två gånger.

### Politisk aktivism
Pachman var politiskt aktiv under hela sitt liv, först som kommunist och senare som en svuren antikommunist. I december 1968 vann han en turnering i Aten. På hans återresa till Prag, arresterade myndigheterna honom, fängslade och torterade honom i månader. Under denna tid försökte han begå självmord och på julafton 1969 ringde läkare hans hustru och berättade för henne att han förmodligen inte skulle överleva natten. 
År 1972 tilläts Pachman slutligen emigrera till Västtyskland. Han blev snart känd som en starkt antikommunistisk politisk aktivist, och hans vältalighet gjorde honom till en regelbunden gäst i politiska pratshower.

### Författarskap
Pachman var också en produktiv författare som publicerade åttio böcker på fem språk. På 1950-talet blev han världens ledande expert på schacköppningar genom publiceringen av hans fyra volymers opus, Theory of Modern Chess. Själv såg Pachman Modern Chess Strategy, publicerad 1959, som sin bästa bok. I sin bok Checkmate in Prague berättar han om den behandling han fick i händerna på de kommunistiska myndigheterna.